# Strade Bianche 2024
De Italiaanse wielerwedstrijd Strade Bianche werd in 2024 verreden op zaterdag 2 maart. Voor de mannen was het de achttiende editie en voor de vrouwen de tiende. Lotte Kopecky won bij de vrouwen door op de slotklim bij Elisa Longo Borghini weg te springen. Bij de mannen won Tadej Pogačar na een solo van 81 kilometer.

## Mannen
De koers bij de mannen was onderdeel van de UCI World Tour 2024. 106 Renners bereikten de eindstreep. Tadej Pogačar won na een solo van 81 kilometer. Maxim Van Gils was lange tijd de enige achtervolger. Uit een groep achtervolgers sprong Toms Skujiņš naar Van Gils toe en wist hem in de eindsprint voor te blijven. De winnaar van vorig jaar, Tom Pidcock, werd vierde.

### Deelnemende ploegen
Vijfentwintig ploegen gingen van start. Naast de achttien UCI Worldteams deden zeven UCI Proteams mee aan de wedstrijd. Zij werden op vrijdagmiddag aan het publiek voorgesteld en gingen op zaterdag om 11.10 uur van start in Siena.

### Uitslag
| Plaats  | Naam                | Ploeg                      | tijd     |
| ------- | ------------------- | -------------------------- | -------- |
| Winnaar | Tadej Pogačar       | UAE Team Emirates          | 5u19'45" |
| 2       | Toms Skujiņš        | Lidl-Trek                  | + 2'44"  |
| 3       | Maxim Van Gils      | Lotto Dstny                | + 2'47"  |
| 4       | Tom Pidcock         | INEOS Grenadiers           | + 3'50"  |
| 5       | Matej Mohorič       | Bahrain-Victorious         | + 4'26"  |
| 6       | Benoît Cosnefroy    | Decathlon AG2R La Mondiale | + 4'39"  |
| 7       | Davide Formolo      | Movistar Team              | + 4'41"  |
| 8       | Lenny Martinez      | Groupama-FDJ               | + 4'48"  |
| 9       | Filippo Zana        | Team Jayco AlUla           | + 4'49"  |
| 10      | Christophe Laporte  | Team Visma-Lease a Bike    | + 5'17"  |
| 11      | Lennert Van Eetvelt | Lotto Dstny                | + 5'20"  |
| 12      | Ben Healy           | EF Education-EasyPost      | + 5'23"  |
| 13      | Francesco Busatto   | Intermarché-Wanty          | + 6'04"  |
| 14      | Tim Wellens         | UAE Team Emirates          | + 6'26"  |
| 15      | Valentin Madouas    | Groupama-FDJ               | + 6'35"  |
| 16      | Krists Neilands     | Israel-Premier Tech        | + 6'43"  |
| 17      | Romain Bardet       | Team dsm-firmenich PostNL  | + 7'28"  |
| 18      | Magnus Sheffield    | INEOS Grenadiers           | + 7'40"  |
| 19      | Attila Valter       | Team Visma-Lease a Bike    | + 4'45"  |
| 20      | Lennard Kämna       | BORA-hansgrohe             | + 8'40"  |

## Vrouwen
De koers was een onderdeel van de UCI Women's World Tour 2024. 142 Rensters stonden aan de start. 55 Rensters kwamen aan de finish. Lotte Kopecky won bij de vrouwen door op de slotklim bij Elisa Longo Borghini weg te springen. De winnares van vorig jaar Demi Vollering werd na een sprint met Katarzyna Niewiadoma derde.

### Deelnemende ploegen
Vierentwintig ploegen gingen van start, waarvan veertien uit de World Tour en tien continentale ploegen. Zij werden op vrijdagmiddag aan het publiek voorgesteld en gingen op zaterdag om 9.35 uur van start in Siena.

### Uitslag
| Plaats  | Naam                    | Ploeg                   | tijd     |
| ------- | ----------------------- | ----------------------- | -------- |
| Winnaar | Lotte Kopecky           | Team SD Worx-Protime    | 3u55'43" |
| 2       | Elisa Longo Borghini    | Lidl-Trek               | + 14"    |
| 3       | Demi Vollering          | Team SD Worx-Protime    | + 26"    |
| 4       | Katarzyna Niewiadoma    | Canyon//SRAM Racing     | z.t.     |
| 5       | Shirin van Anrooij      | Lidl-Trek               | + 40"    |
| 6       | Kristen Faulkner        | EF Education-Cannondale | + 41"    |
| 7       | Riejanne Markus         | Visma-Lease a Bike      | + 1'01"  |
| 8       | Elise Chabbey           | Canyon//SRAM Racing     | + 1'54"  |
| 9       | Marianne Vos            | Visma-Lease a Bike      | z.t.     |
| 10      | Évita Muzic             | FDJ-SUEZ                | z.t.     |
| 11      | Yara Kastelijn          | Fenix-Deceuninck        | + 1'58"  |
| 12      | Mavi García             | Liv AlUla Jayco         | + 2'01"  |
| 13      | Puck Pieterse           | Fenix-Deceuninck        | + 2'03"  |
| 14      | Silvia Persico          | UAE Team ADQ            | z.t.     |
| 15      | Christina Schweinberger | Fenix-Deceuninck        | + 2'08"  |
| 16      | Caroline Andersson      | Liv AlUla Jayco         | + 2'09"  |
| 17      | Ashleigh Moolman-Pasio  | AG Insurance-Soudal     | + 2'17"  |
| 18      | Amber Kraak             | FDJ-SUEZ                | + 2'28"  |
| 19      | Léa Curinier            | FDJ-SUEZ                | + 3'41"  |
| 20      | Amanda Spratt           | Lidl-Trek               | + 3'52"  |

## Vlaamse uitzending geblokkeerd op Nederlandse tv
Nederlanders die hun leven lang al wielrennen kijken op de Vlaamse televisiezenders werden onaangenaam verrast door een actie van de zender Eurosport, die in handen is van het Amerikaanse conglomeraat Warner Bros. Discovery. De Vlaamse uitzending was dankzij een geoblock in Nederland niet op televisie te zien. Op het scherm stond de mededeling: 'De live-uitzending van Strade Bianche is niet beschikbaar in Nederland.' Kijkers werden bij Eurosport getrakteerd op reclames die in het midden van zinnen opstartten, en hele stukken koers aan het zicht onttrokken. De commentatoren zeverden over bijvoorbeeld het blonderen van haar, hardlopen en graafwerkzaamheden in eigen tuin.
2007 · 2008 · 2009 · 2010 · 2011 · 2012 · 2013 · 2014 · 2015 · 2016 · 2017 · 2018 · 2019 · 2020 · 2021 · 2022 · 2023 · 2024 · 2025
Tour Down Under ·
Great Ocean Road Race ·
Ronde van de Verenigde Arabische Emiraten ·
Omloop Het Nieuwsblad ·
Strade Bianche ·
Parijs-Nice · 
Tirreno-Adriatico · 
Milaan-San Remo ·
Ronde van Catalonië ·
Classic Brugge-De Panne ·
E3 Saxo Classic ·
Gent-Wevelgem ·
Dwars door Vlaanderen ·
Ronde van Vlaanderen ·
Ronde van het Baskenland ·
Parijs-Roubaix ·
Amstel Gold Race ·
Waalse Pijl ·
Luik-Bastenaken-Luik ·
Ronde van Romandië ·
Eschborn-Frankfurt ·
Ronde van Italië ·
Critérium du Dauphiné ·
Ronde van Zwitserland ·
Ronde van Frankrijk ·
Clásica San Sebastián ·
Ronde van Polen ·
Bretagne Classic ·
BEMER Cyclassics ·
Renewi Tour ·
Ronde van Spanje ·
GP van Quebec ·
GP van Montreal ·
Ronde van Lombardije ·
Ronde van Guangxi
Tour Down Under ·
Cadel Evans Great Ocean Road Race ·
Ronde van de Verenigde Arabische Emiraten ·
Omloop Het Nieuwsblad ·
Strade Bianche ·
Ronde van Drenthe ·
Trofeo Alfredo Binda-Comune di Cittiglio ·
Brugge-De Panne ·
Gent-Wevelgem ·
Ronde van Vlaanderen ·
Parijs-Roubaix ·
Amstel Gold Race ·
Waalse Pijl ·
Luik-Bastenaken-Luik ·
Ronde van Spanje ·
Ronde van het Baskenland ·
Ronde van Burgos ·
RideLondon Classic ·
Ronde van Groot-Brittannië ·
Ronde van Zwitserland ·
Ronde van Italië ·
Ronde van Frankrijk ·
GP de Plouay-Bretagne ·
Ronde van Romandië ·
Simac Ladies Tour ·
Ronde van Chongming ·
Ronde van Guangxi
Afgelaste wedstrijden: Ronde van Scandinavië